# Orestes
För andra betydelser, se Orestes (olika betydelser).

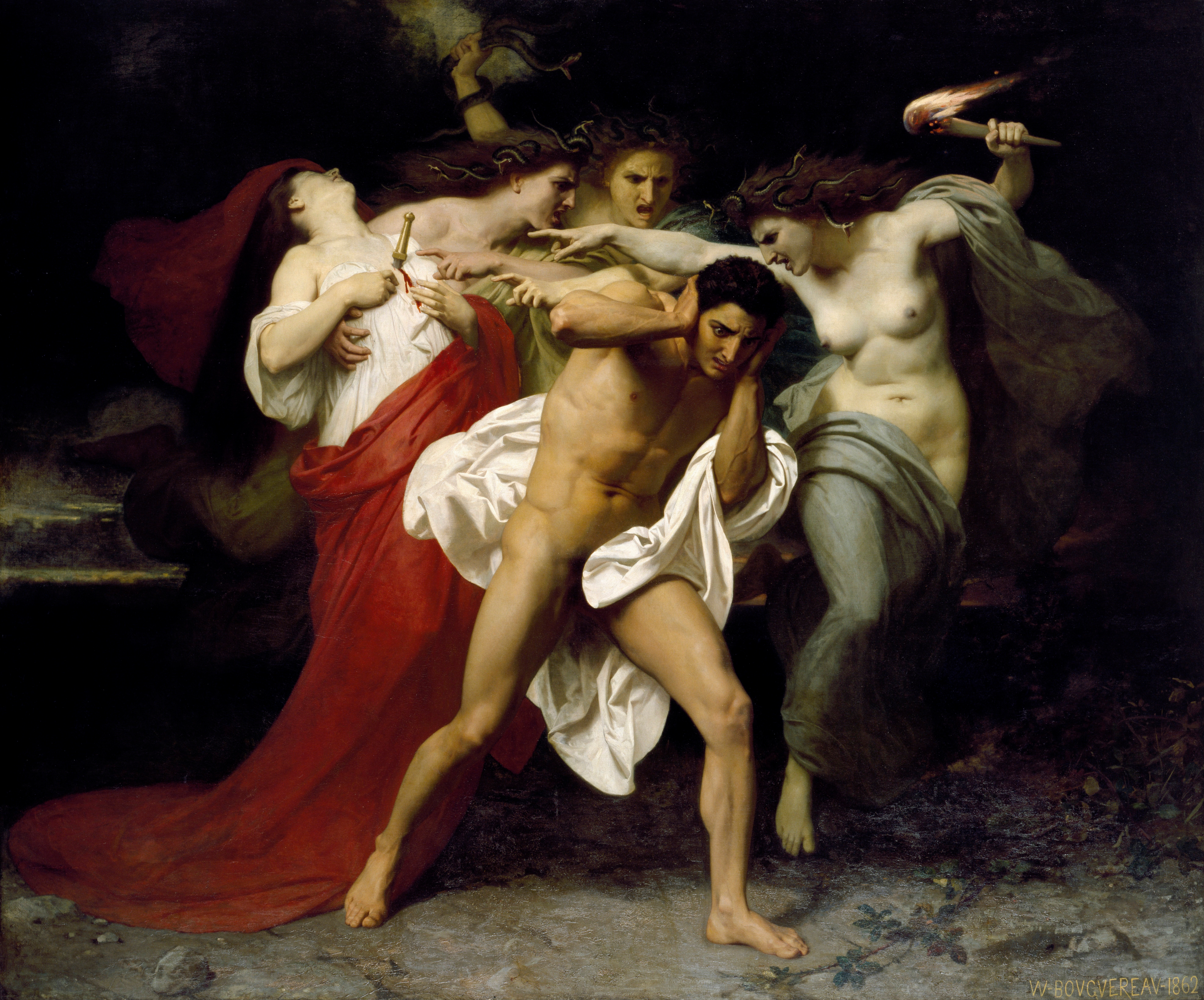
"Orestes ånger"
Målning av William-Adolphe Bouguereau (1862).

Orestes (Ὀρέστης) var i grekisk mytologi enda son till Agamemnon och Klytaimnestra och bror till Elektra och Ifigenia. Orestes figurerar i flera antika grekiska skådespel och myter.
Orestes dödade sin mor Klytaimnestra och hennes älskare Aigisthos som hämnd för att de mördat hans far Agamemnon. Mordet på Agamemnon skal ha skett efter att denne återvände från Troja och Orestes hämnd på modern och hennes älskare skall ha skett åtta år senare när Orestes kom från Aten till Mykene. Hämnden gav Orestes berömmelse bland de dödliga människorna.
Han förföljdes sedan av hämndgudinnorna, erinyerna, tills han med Apollons och Athenas hjälp försonades med dem och blev fritagen från sin blodskuld. På Apollons befallning skulle han hämta gudinnan Artemis staty från taurernes land (det nuvarande Krim). På den färden, som han gjorde med sin vän Pylades, träffade han på Tauris sin syster Ifigenia som följde med honom tillsammans med statyn tillbaka till Grekland.
Han blev så småningom kung i Mykene och gifte sig med sin kusin Hermione, dotter till kung Menelaos och Helena. Dramat har skildrats av bland andra Aiskylos i Orestien.

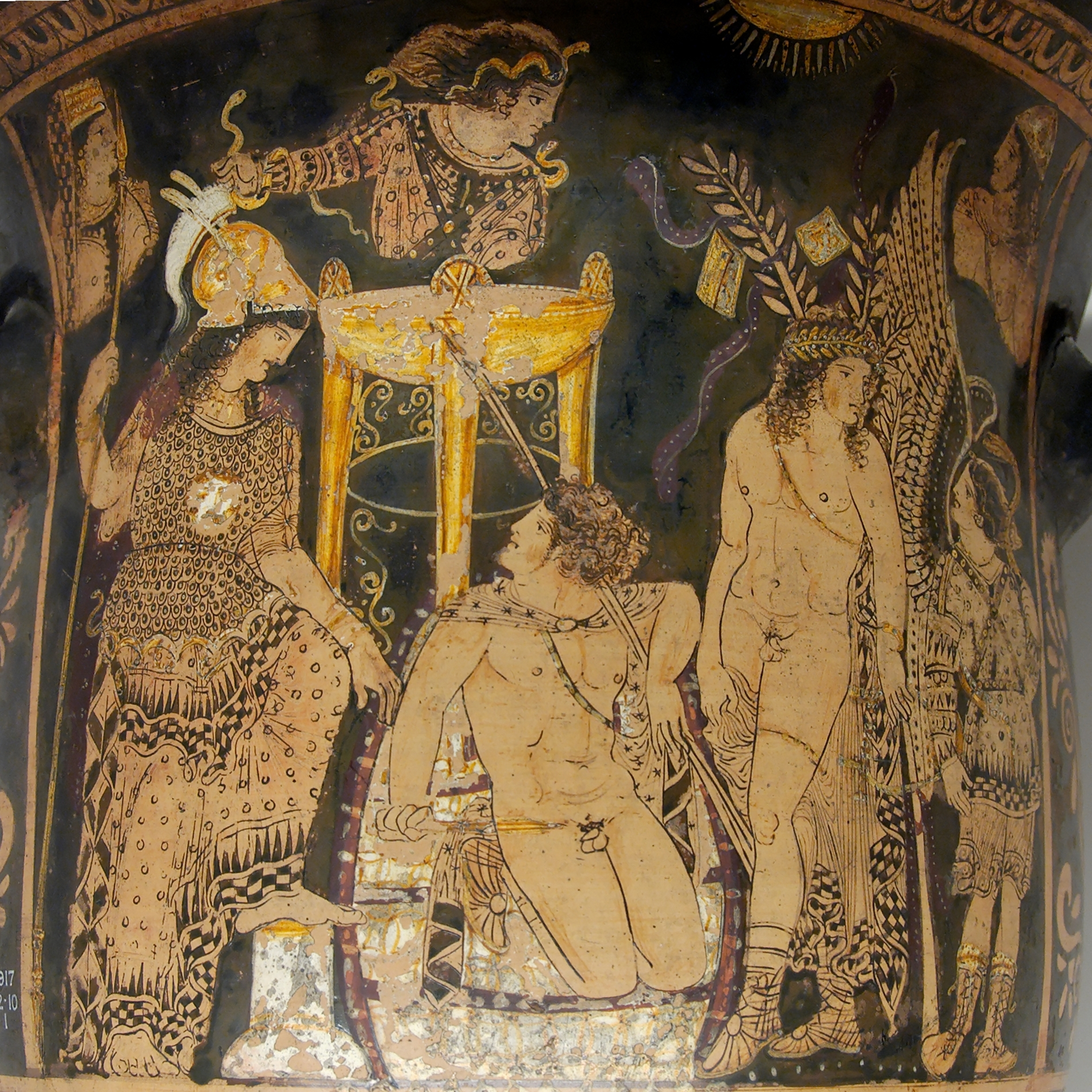
Orestes vid Delfi, på hans sidor finns Athena och Pylades bland Erinyer och oraklets prästinnor, från ca. 330 BC
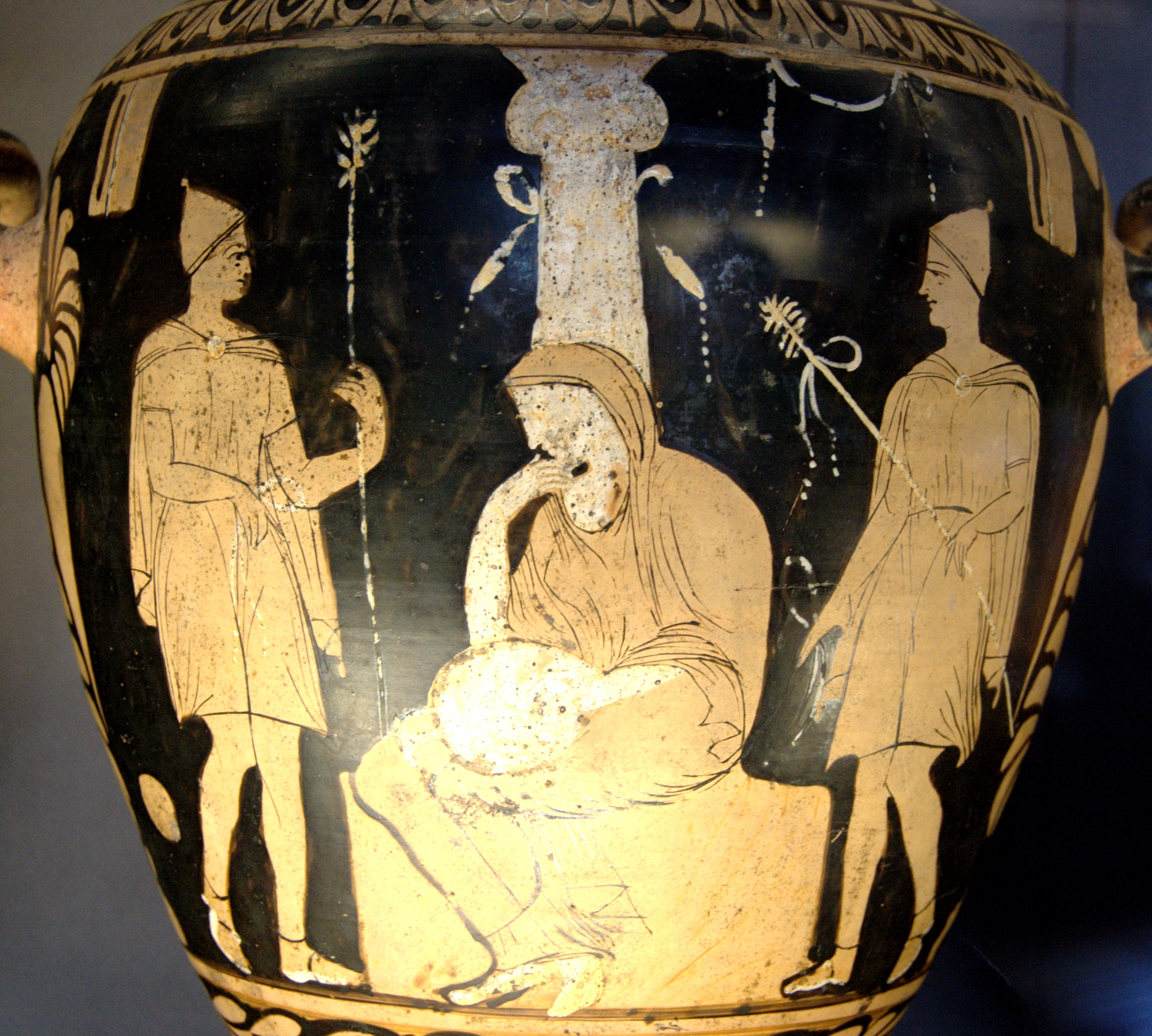
Orestes, Elektra och Pylades vid Agamemnons grav, från ca. 330 BC
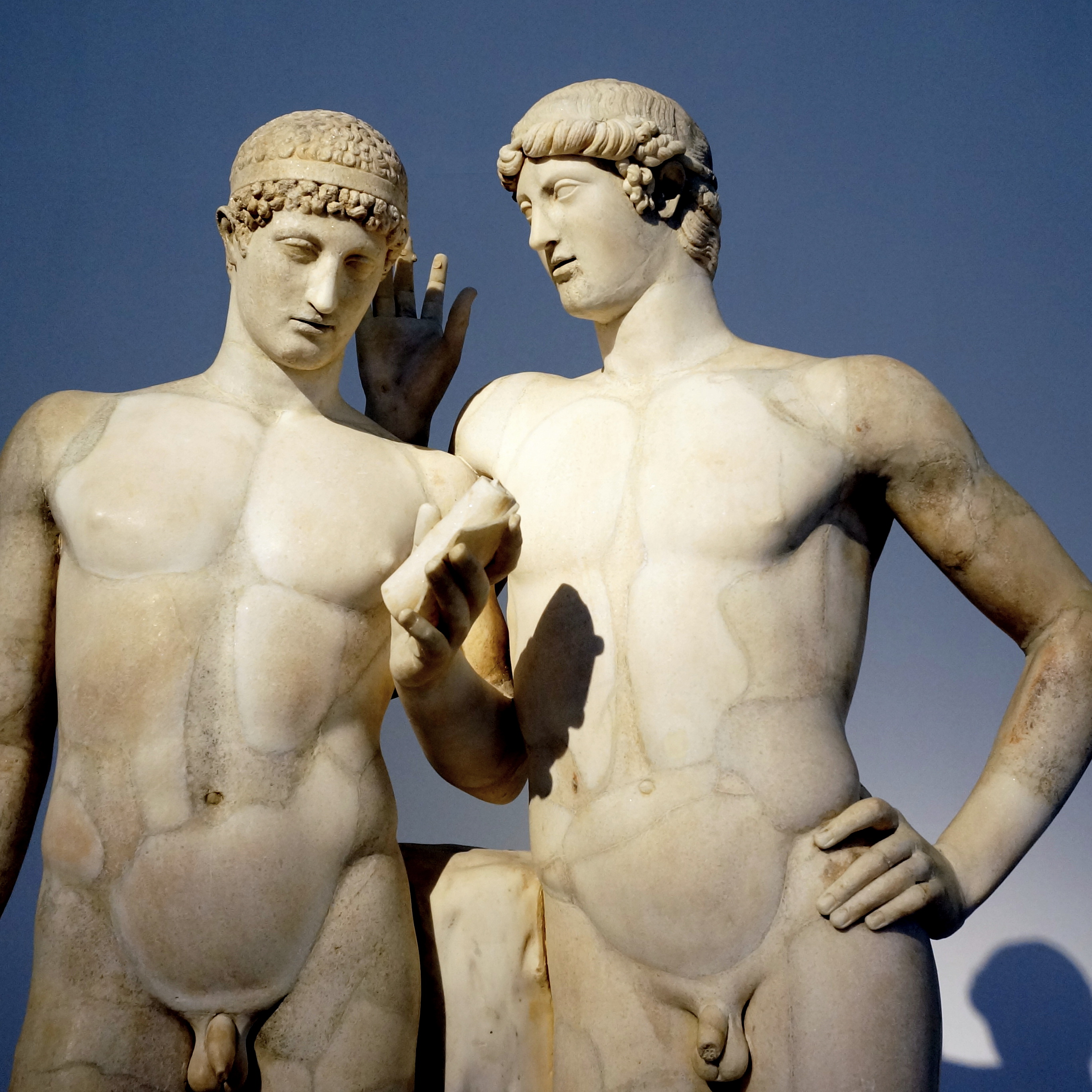
Orestes och Pylades